# فياني مابيدي
فياني مابيدي (بالفرنسية: Vianney Mabidé)‏ (ولد في 31 غشت 1988 في بانغي) لاعب كرة قدم وسط أفريقي، يلعب في موقع وسط الميدان في صفوف نادي الرجاء الرياضي.

## سيرته
كانت بدايات مابيدي الكروية في دوري الغابون، حيث جاور بين 2007 و2010 فريقي مانغا سبور والاتحاد الرياضي بيطام. في 2009 انتقل لفريق الدفاع الحسني الجديدي، و الذي أمضى رفقته ثلاث سنوات، انتهت بفترة إعارة قصيرة لنادي التعاون السعودي. رفقة الفريق الدكالي، لعب مابيدي 40 مباراة و سجل أربعة أهداف.

في 2012، انتقل إلى نادي الرجاء الرياضي في إطار صفقة بلغت 200 ألف دولار أمريكي. خلق هذا الانتقال نزاعا بين الرجاء و الدفاع الجديدي، حول المستحقات المالية للصفقة، لم ينته إلا في يونيو 2013، بعد بت لغرفة النزاعات التابعة للجامعة الملكية المغربية لكرة القدم.
أثبت مابيدي مكانته كلاعب وسط ميدان محوري في صفوف الرجاء، و فاز رفقته بلقب الدوري المغربي للمحترفين 2012/2013.

خلال كأس العالم للأندية 2013، خلق مابيدي الحدث إثر تصريحات أدلى بها للصحافة البرازيلية، انتقص فيها من قيمة لاعب أتليتيكو مينيرو رونالدينيو قبل مواجهة الرجاء للفريق البرازيلي في نصف نهاية المسابقة. بعد نهاية المقابلة، خلقت صورته و هو يعانق رونالدينيو و ينتزع حذاءه كتذكار ضجة إعلامية كبيرة. فسر مابيدي حركته كاعتذار لرونالدينيو عن تصريحاته التي أولت خطأ.

على المستوى الدولي، مابيدي لاعب في صفوف منتخب أفريقيا الوسطى، منذ 2010.

## إحصائياته[9]
| المواسم   | النادي                | عدد الأهداف | عدد مرات الظهور |
| --------- | --------------------- | ----------- | --------------- |
| 2007-2009 | نادي مانغاسبورت       | ..          | ..              |
| 2009-2010 | الاتحاد الرياضي بيطام | ..          | ..              |
| 2010-2012 | الدفاع الحسني الجديدي | 4           | 40              |
| 2012-2012 | التعاون السعودي       | 0           | 8               |
| 2012-الآن | نادي الرجاء الرياضي   | 9           | 32              |

## ألقابه
| السنة | النادي              | اللقب                                  |
| ----- | ------------------- | -------------------------------------- |
| 2013  | نادي الرجاء الرياضي | بطل الدوري المغربي للمحترفين 2012/2013 |

## وصلات خارجية
- فياني مابيدي على موقع الاتحاد الدولي (مؤرشف)  (الإنجليزية)
- فياني مابيدي على موقع قاعدة بيانات كرة القدم.إي يو (الإنجليزية)
- فياني مابيدي على موقع ناشيونال فوتبول تيمز (الإنجليزية)
- فياني مابيدي على موقع Soccerway.com (الإنجليزية)

- سجل أهداف فياني مابيدي من موقع كوورة المتخصص